# Caeté
Caeté là một đô thị thuộc bang Minas Gerais, Brasil. Đô thị này có diện tích 541,094 km², dân số năm 2007 là 39039 người, mật độ 72,1 người/km².